# پیداش کردم
«پیداش کردم» (به انگلیسی: I Got That) تک‌آهنگی از هنرمند اهل ایالات متحده آمریکا ، بیانسه است که در سال ۲۰۰۰ میلادی منتشر شد.